# Deragliatore

Cambio a deragliatore, sia all'anteriore che al posteriore

Il deragliatore è un meccanismo che permette alle biciclette di usare diversi rapporti di trasmissione e facilitare la pedalata e quindi adattarla alle diverse situazioni del percorso.

## Storia

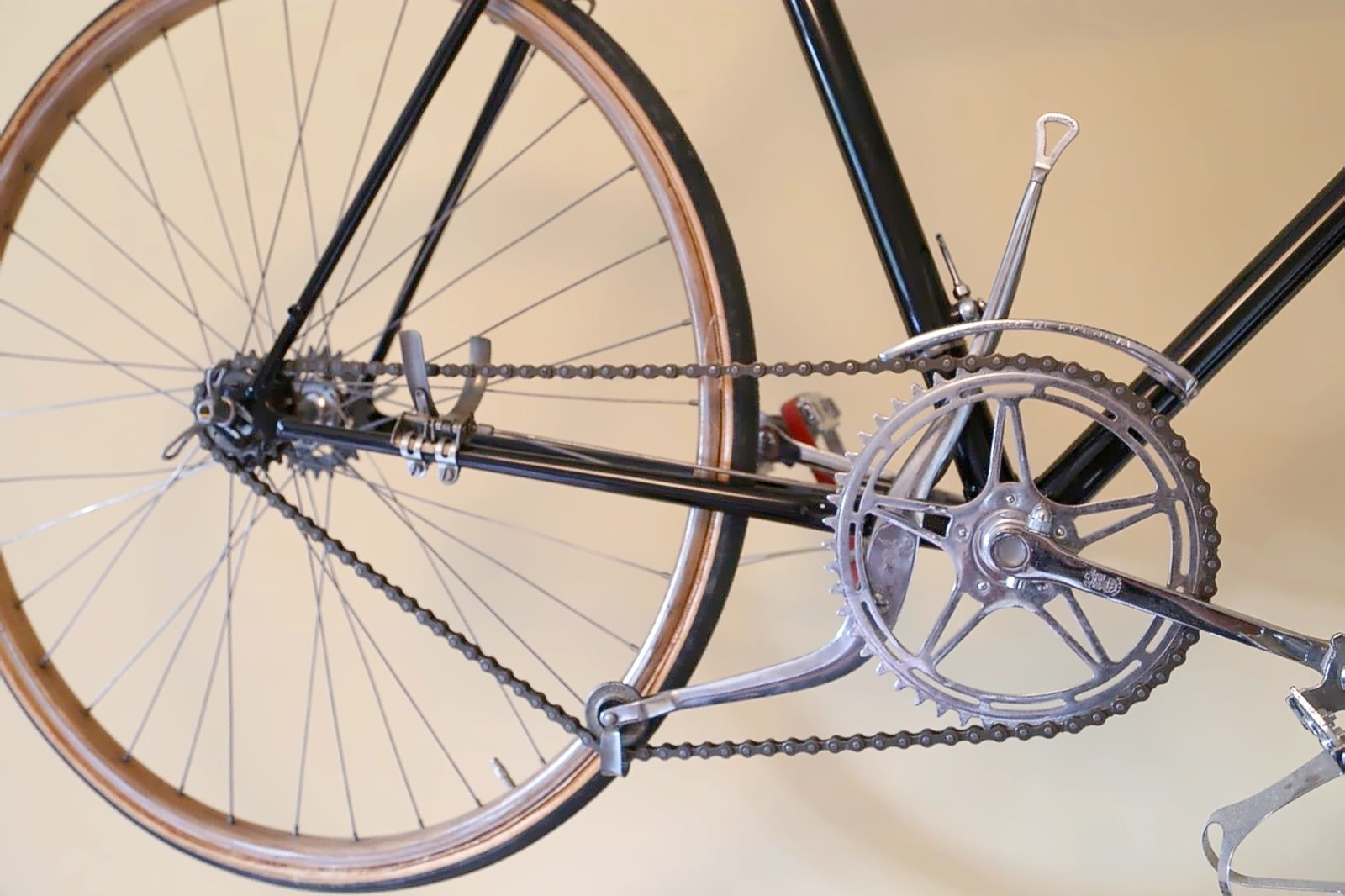
Cambio Vittoria Margherita

Diversi sistemi a deragliatore furono costruiti sul finire del 1800, mentre lo scrittore e cicloturista Paul de Vivie inventò nel 1905 un deragliatore che usò in un viaggio sulle Alpi.

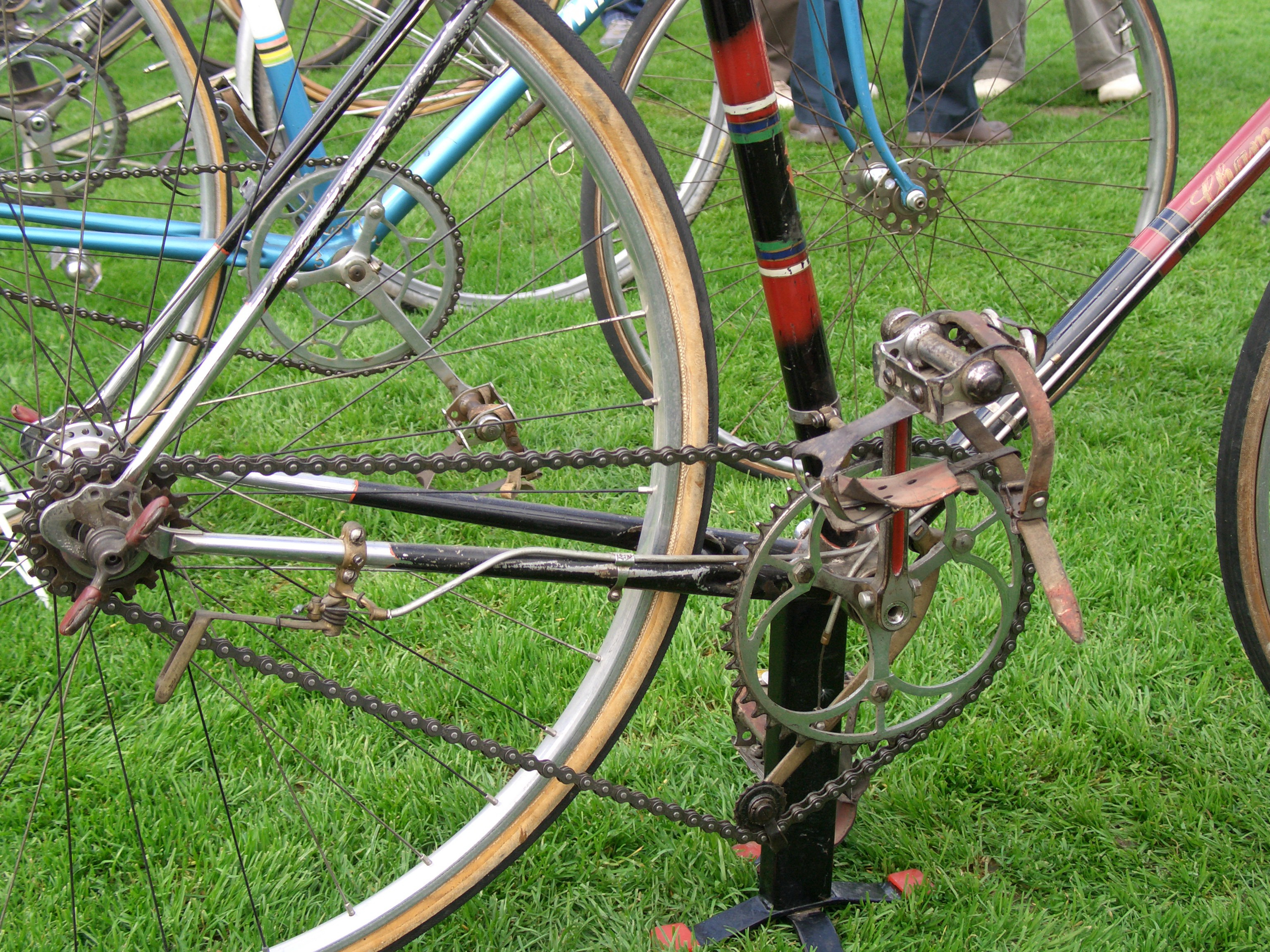
Super Champion Gear

Alcuni sistemi prevedevano l'inversione della ruota (cambio flip-flop), altri usavano aste per spostare la catena (cambio a bacchetta) e il deragliatore si diffuse a inizio degli anni ’30 con i fratelli Tommaso e Amedeo Nieddu che idearono il cambio "Vittoria Margherita", primo esempio di deragliatore e successivamente dal "Super Champion Gear (o "Osgear") che ne migliora la funzionalità (non è più necessario contropedalare per cambiare), ma nel 1934 quando il francese Lucien Juy creò il Simplex si hanno i primo esempi di deragliatore moderno.
Negli anni cinquanta fu introdotto da parte di Tullio Campagnolo il sistema attualmente in uso, che richiede un solo cavo d'azionamento.
Per diversi decenni le migliori biciclette da corsa montavano deragliatori, ruote e catene prodotte dall'azienda di Campagnolo, mentre attualmente sono largamente diffusi anche i prodotti della ditta giapponese Shimano e dell'americana SRAM.
Nel 1964 la Suntour inventò un tipo di deragliatore posteriore che permetteva di mantenere una maggiore distanza dalla ruota dentata e avere così una cambiata più facile. Una volta scaduto il brevetto, altre aziende ne impiegarono l'idea nei loro deragliatori.

## Descrizione

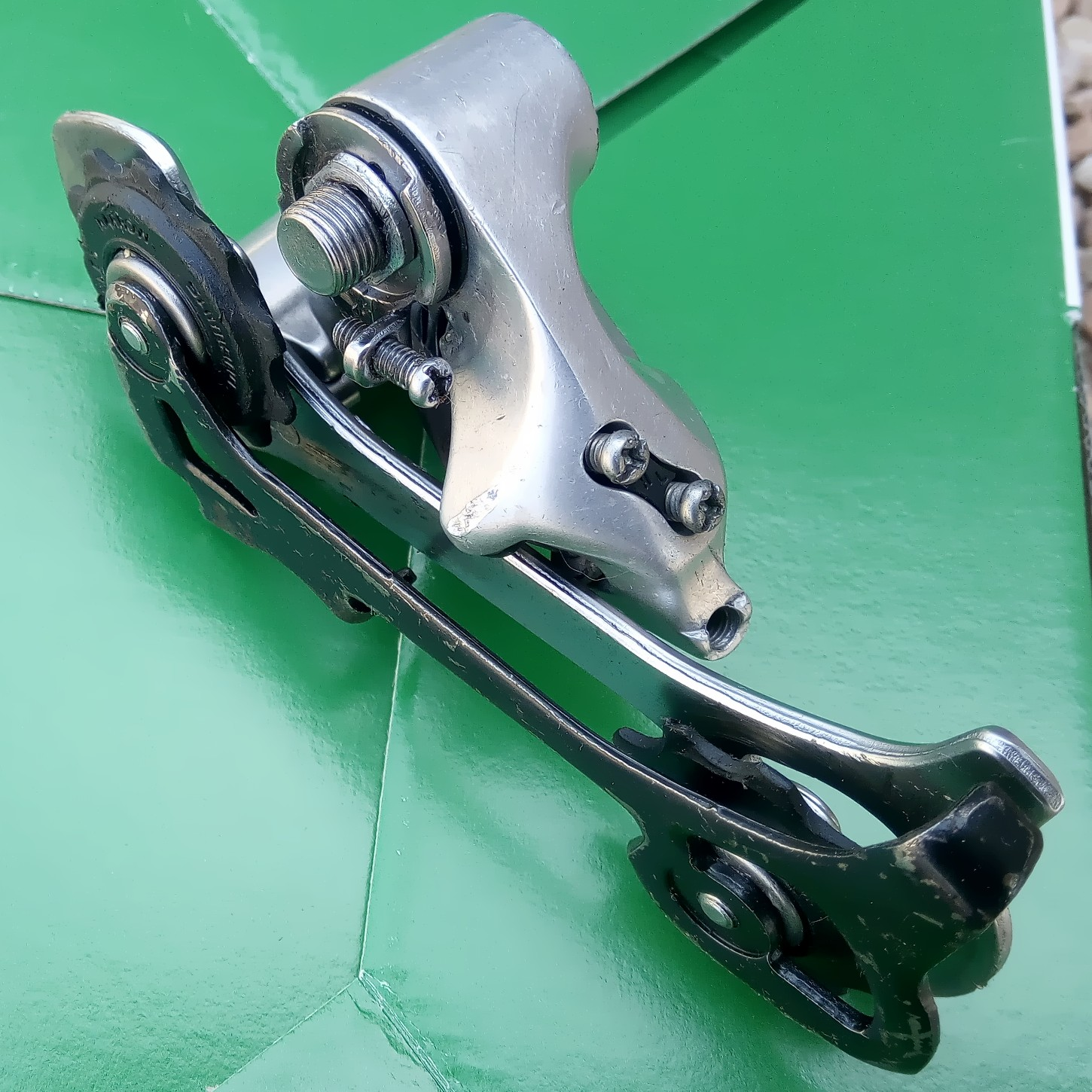
Deragliatore posteriore a 3 regolazioni, estensione massima, minima e distanza dal pacco pignoni

Il deragliatore consiste in un dispositivo che crea un passaggio obbligato per la catena e che ha una struttura a parallelogramma articolato, la quale viene spostata parallelamente alla ruota dentata generalmente per mezzo di un cavo azionato da una manetta installata sulla canna o sul manubrio.
Per consentirne il ritorno e il corretto posizionamento, il cavo è mantenuto in trazione da una molla, inoltre nel caso del deragliatore posteriore, si hanno altre molle, leve e pulegge, che permettono un corretto e costante tensionamento della catena evitando che questa fuoriesca e non faccia più presa sulle ruote dentate.
L'escursione del deragliatore è limitata da due viti di regolazione entro i limiti delle due ruote agli estremi laterali, inoltre per il deragliatore posteriore può essere presente una regolazione della molla di torsione (permette di avvicinare o allontanare la prima puleggia dal pacco pignoni), mentre è sempre presente la regolazione fine della tensione del cavo del cambio; per il deragliatore anteriore tale regolazione è presente sul selettore della corona.

### Tipo deragliatore
Possono agire sia sui pignoni posteriori sia sulle corone anteriori, si dividono perciò in:
- Deragliatore anteriore o deragliatore, a cui generalmente ci si riferisce con il termine di deragliatore ed agisce sulle corone della guarnitura, tale modello può essere ad azionamento dal basso o dall'alto, alcuni deragliatori sono compatibili con entrambi i sistemi.
- Deragliatore posteriore, o cambio posteriore, solitamente del tipo a parallelogramma con un tensionatore a gabbietta di lunghezza variabile (corta, media o lunga) dotata di due pulegge

Entrambi i deragliatori richiedono il movimento dei pedali (si può cambiare solo mentre si pedala) in quanto altrimenti la catena non riesce a passare da un ingranaggio all'altro, ma in particolar modo il deragliatore anteriore per garantire la cambiata necessita anche una forte riduzione della forza impressa ai pedali, mentre non è necessario per il deragliatore posteriore, anche se cambiare mentre s'imprime una forza importante sui pedali può portare a danneggiare i denti degli ingranaggi o la catena.

### Fissaggio
Il deragliatore può essere fissato in diversi modi:
- Deragliatore a fascetta utilizza una fascetta che lo lega al telaio, questa è la soluzione più utilizzata per il deragliatore anteriore.
- Deragliatore a saldare e Direct Mount utilizza una o più viti, che lo fissano a un supporto o direttamente al telaio, questa è la soluzione più utilizzata per il deragliatore posteriore e in alcuni casi per il deragliatore anteriore.
- Deragliatore centrale o E-Type si utilizza uno speciale supporto ad occhiello che lo tiene fisso tramite il movimento centrale ed una vite che lo fissa al telaio, soluzione utilizzabile solo sul deragliatore anteriore.

### Azionamento
- Meccanico il controllo sul deragliatore avviene, come nella quasi totalità dei cambi per bicicletta, mediante un filo di acciaio (comandato da un manettino, mentre in passato i primi modelli venivano comandati da leve e aste) che modifica l'azione del deragliatore, il filo può azionare il deragliatore in modi diversi.
  - Dal basso, sistema utilizzato dalla maggior parte delle biciclette
  - Dall'alto, sistema utilizzato principalmente dalle mountain bike

- Elettrico il primo prototipo lo si ha nel 1993 con la Mavic[2], questi cambi sono caratterizzati da un azionamento tramite motorino elettrico, per questo richiedono una fonte d'alimentazione, generalmente una batteria[3]

### Movimento

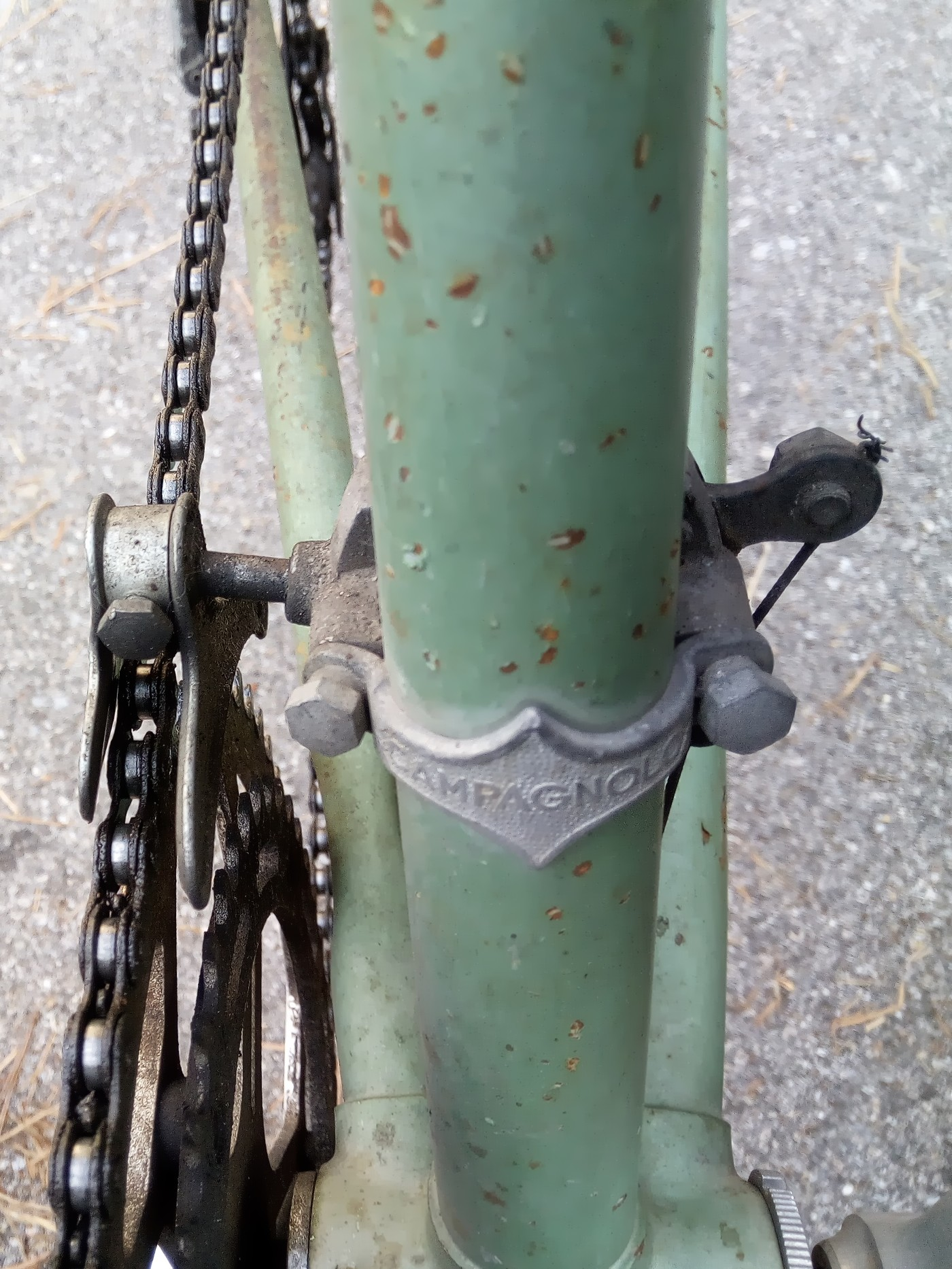
Deragliatore anteriore a movimento lineare orizzontale

Il deragliatore sposta la gabbietta guidacatena in modo differente a seconda delle sue caratteristiche:
- Orizzontale, Movimento tipico dei deragliatori posteriori progettati prima del terzo millennio, il quadrilatero deformabile sposta la gabbietta oscillante a destra e sinistra, la quale grazie alla sua forma a "L" cerca di mantenere una distanza il più possibile costante tra le ruote dentate del gruppo pignoni e del deragliatore
- Obliquo, in questo caso il quadrilatero oltre a spostarsi orizzontalmente si sposta anche verticalmente, grazie al diverso angolo di cerniera su cui ruota, questa è la soluzione tipica dei deragliatori anteriori e adottata in modo differente anche dai deragliatori posteriori prodotti dal terzo millennio in poi, questo movimento permette di coadiuvare il mantenimento di una distanza costante tra le varie ruote dentate del cambio posteriore e di mantenere la gabbia mobile in modo più costante e vicino alle corone del cambio anteriore.

### Comando
Il comando del deragliatore può essere:
- Manuale è la soluzione tipica del cambio per biciclette, dove per poter avere una variazione del rapporto si deve andare ad azionare manualmente il dispositivo di comando del deragliatore, questa soluzione varia molto a seconda del tipo d'interfaccia uomo-macchina e delle soluzioni adottate
- Automatico tramite l'uso di un microprocessore è possibile avere un cambio che si autoadatta alle diverse situazioni[4][5]

### Resa
Il cambio a deragliatore della bicicletta ha un'efficienza molto variabile, in quanto la catena non lavora sempre alle stesse condizioni operative, il rendimento massimo si attesta intorno al 98,6%, mentre nella condizione operativa peggiore scende all'81%, evidenziando anche come tale efficienza veniva alterata dalla "dimensione delle corone dentate", infatti con ruote più grandi si ha maggiore efficienza, dovuto sia al minore angolo tra le maglie sia al migliore ingranamento con la ruota dentata, in secondo luogo viene modificata dalla "tensione della catena", dove una maggiore tensione porta a maggiore efficienza, mentre per quanto riguarda la lubrificazione non sono stati rilevati significativi miglioramenti in condizioni di laboratorio.

### Protezioni

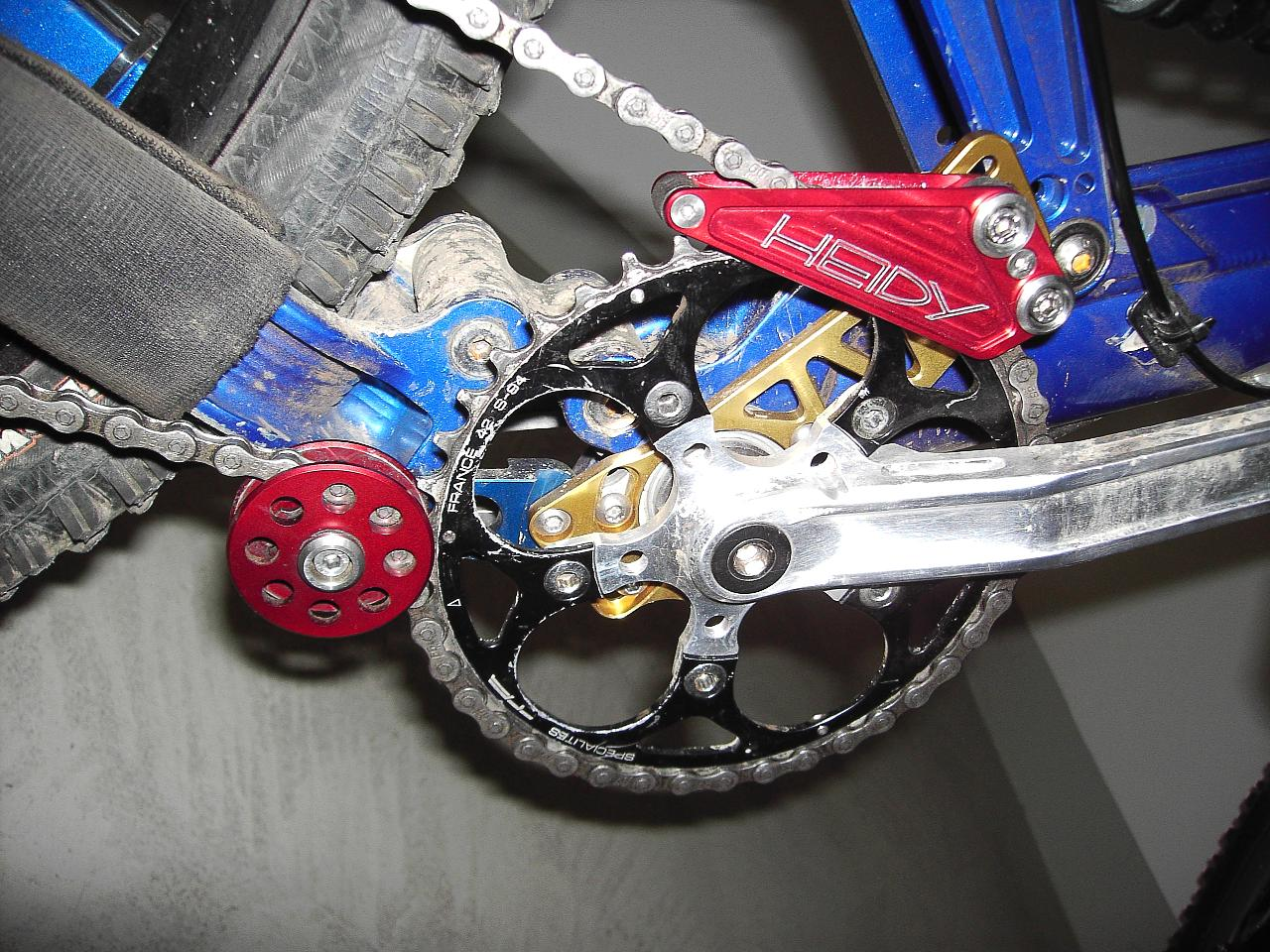
Alzacatena posizionato sul forcellone

Il cambio a deragliatore, in particolar modo quello posteriore è molto esposto agli urti, per questo esistono diversi sistemi di protezione:
- Arco protettivo deragliatore posteriore, il deragliatore viene protetto da una gabbia più o meno coprente, per evitare che corpi contundenti o la caduta della bicicletta vada ad inficiare l'integrità del deragliatore
- Asta proteggi deragliatore posteriore, si tratta di un'asta da avvitare all'asse filettato della ruota posteriore, che evita l'urto del deragliatore in caso di caduta della bicicletta su superfici piatte, ma non garantisce una protezione in caso di superfici sconnesse
- Alzacatena, si tratta di un rullo che fa rimanere più alta la catena, riducendo la possibilità di questa di sporcarsi o urtare ostacoli, di conseguenza il deragliatore posteriore viene meno esposto a traumi oltre a rimanere più pulito, può essere integrato come protezione della corona o essere un elemento a sé stante disposto lungo il forcellone.